# Acronicta sperata
Acronicta sperata är en fjärilsart som beskrevs av Augustus Radcliffe Grote 1873. Acronicta sperata ingår i släktet Acronicta och familjen nattflyn. Inga underarter finns listade i Catalogue of Life.